# Ginnastica ai Giochi della II Olimpiade
La ginnastica ai Giochi della II Olimpiade fu rappresentata da un solo evento che si tenne presso il Bois de Vincennes di Parigi il 29 e 30 luglio 1900.
Parallelamente, dal 30 giugno al 2 settembre, vennero disputati altri 50 eventi a cui poterono gareggiare solo atleti e società locali.

## Risultati

### Esercizi combinati
| Pos.          | Atleti                  | Nazione       | Punteggio |
| ------------- | ----------------------- | ------------- | --------- |
| Oro           | Gustave Sandras         | Francia       | 302       |
| Argento       | Noël Bas                | Francia       | 295       |
| Bronzo        | Lucien Démanet          | Francia       | 293       |
| 4             | Pierre Payssé           | Francia       | 290       |
| 4             | Jules Rolland           | Francia       | 290       |
| 6             | Gustave Fahy            | Francia       | 283       |
| 7             | Joseph Martinez         | Francia       | 277       |
| 8             | Marcel Lalu             | Francia       | 275       |
| 8             | Georges Mauvezain       | Francia       | 275       |
| 10            | Joseph Léstienne        | Francia       | 273       |
| 11            | Georges Dejaeghère      | Francia       | 272       |
| 12            | Gaché                   | Francia       | 270       |
| 12            | Joseph Lavielle         | Francia       | 270       |
| 14            | Jean Bergouzouc         | Francia       | 268       |
| 15            | Charles Bollet          | Francia       | 267       |
| 15            | Joseph Castiglioni      | Francia       | 267       |
| 17            | Gaucher                 | Francia       | 266       |
| 18            | Henri Moreno            | Francia       | 265       |
| 19            | Jules Ducret            | Svizzera      | 264       |
| 19            | Paul Obrecht            | Francia       | 264       |
| 21            | Daniel Lavielle         | Francia       | 263       |
| 22            | Monteil                 | Francia       | 262       |
| 23            | Félix Ghysels           | Francia       | 261       |
| 23            | Oscar Jeanfavre         | Svizzera      | 261       |
| 23            | Schaan                  | Francia       | 261       |
| 26            | Ferdinand Allègre       | Francia       | 257       |
| 27            | Fernand Ravoux          | Francia       | 256       |
| 28            | Camillo Pavanello       | Italia        | 255       |
| 29            | Hugo Peitsch            | Germania      | 252       |
| 30            | Paulin Lemaire          | Francia       | 251       |
| 31            | William Connor          | Gran Bretagna | 250       |
| 32            | Henri Bettremieux       | Francia       | 249       |
| 32            | František Erben         | Boemia        | 249       |
| 32            | Dominique Ravoux        | Francia       | 249       |
| 35            | Auguste Castille        | Francia       | 248       |
| 35            | Jules Perret            | Francia       | 248       |
| 37            | Paul Gibiard            | Francia       | 247       |
| 37            | Jules Lecoutre          | Francia       | 247       |
| 37            | Alexis Vedeux           | Francia       | 247       |
| 40            | Charles Ballossier      | Francia       | 246       |
| 40            | Louis Imbert            | Francia       | 246       |
| 40            | Pierre Pratviel         | Francia       | 246       |
| 43            | Élie Bourgois           | Francia       | 245       |
| 43            | Charles Brodbeck        | Gran Bretagna | 245       |
| 43            | Jonathan Honorez        | Francia       | 245       |
| 46            | Bouchon                 | Francia       | 244       |
| 47            | Bornes                  | Francia       | 243       |
| 47            | Émile Fréteur           | Francia       | 243       |
| 49            | Georges Michaud         | Francia       | 242       |
| 50            | Jardinier               | Francia       | 241       |
| 50            | Labonal                 | Francia       | 241       |
| 50            | Thiriet                 | Francia       | 241       |
| 53            | Eugen Fürstenberger     | Germania      | 240       |
| 54            | Richard Genserowski     | Germania      | 238       |
| 54            | William Pearce          | Gran Bretagna | 238       |
| 56            | Jacques Fehrnbach       | Francia       | 236       |
| 56            | Émile Scherb            | Francia       | 236       |
| 56            | Strasser                | Francia       | 236       |
| 59            | Emil Röthong            | Germania      | 234       |
| 60            | Grimm                   | Francia       | 233       |
| 60            | Charles Simon           | Francia       | 233       |
| 62            | Boulanger               | Francia       | 232       |
| 62            | Lévy                    | Francia       | 232       |
| 64            | Deroubaix               | Francia       | 231       |
| 65            | Blanchard               | Francia       | 230       |
| 65            | Jean-Marie le Bourvelec | Francia       | 230       |
| 67            | Jules Deleval           | Francia       | 229       |
| 67            | Octave Salzard          | Francia       | 229       |
| 69            | Fierens                 | Francia       | 228       |
| 70            | Georges Dubois          | Francia       | 225       |
| 71            | Carl Wiegand            | Germania      | 224       |
| 72            | Fritz Manteuffel        | Germania      | 223       |
| 73            | W. Lloyd Phillips       | Gran Bretagna | 222       |
| 74            | Gabriel Déjean          | Francia       | 221       |
| 75            | Joseph Bourgougnoux     | Francia       | 220       |
| 75            | Henri Fréteur           | Francia       | 220       |
| 77            | Franz Abbé              | Germania      | 219       |
| 77            | Otto Meyer              | Francia       | 219       |
| 79            | Fritz Danner            | Germania      | 216       |
| 79            | Alexis Douchet          | Francia       | 216       |
| 79            | Erwin Willi Kurtz       | Germania      | 216       |
| 79            | Jean Pradairol          | Francia       | 216       |
| 79            | Léon Viart              | Francia       | 216       |
| 84            | Debailly                | Francia       | 214       |
| 84            | Joseph Decroze          | Francia       | 214       |
| 84            | Rostin                  | Francia       | 214       |
| 84            | Fritz Sauer             | Germania      | 214       |
| 88            | Aubert                  | Francia       | 211       |
| 88            | Gérard Dufeïte          | Francia       | 211       |
| 88            | Gillet                  | Francia       | 211       |
| 88            | Gyula Kakas             | Ungheria      | 211       |
| 88            | Labouret                | Francia       | 211       |
| 93            | Bourry                  | Francia       | 210       |
| 93            | Abram Koubi             | Francia       | 210       |
| 93            | Pelat                   | Francia       | 210       |
| 93            | Viéville                | Francia       | 210       |
| 97            | Ollivier                | Francia       | 209       |
| 98            | Chapau                  | Francia       | 208       |
| 99            | De Poorten              | Belgio        | 207       |
| 100           | Minot                   | Francia       | 206       |
| 101           | Coone                   | Francia       | 205       |
| 102           | Denis                   | Francia       | 204       |
| 102           | Gustav Flatow           | Germania      | 204       |
| 102           | Jules Pinaud            | Francia       | 204       |
| 105           | Albert Barodet          | Francia       | 201       |
| 106           | Sidrac                  | Francia       | 200       |
| 107           | Julius Nuninger         | Germania      | 199       |
| 108           | Raoul Sourzat           | Francia       | 196       |
| 109           | Buchert                 | Francia       | 195       |
| 109           | Lacombe                 | Francia       | 195       |
| 111           | Van Hule                | Francia       | 194       |
| 112           | Michelet                | Belgio        | 192       |
| 113           | Favier                  | Francia       | 190       |
| 113           | Fouché                  | Francia       | 190       |
| 115           | Lemoine                 | Francia       | 187       |
| 116           | Charles Deckert         | Francia       | 184       |
| 117           | Paul Germain            | Francia       | 183       |
| 118           | Jacquemin               | Francia       | 180       |
| 118           | Adolf Tannert           | Germania      | 180       |
| 120           | Daniel Kehr             | Francia       | 178       |
| 121           | Coucou                  | Francia       | 177       |
| 122           | Cousin                  | Francia       | 175       |
| 122           | Leroux                  | Francia       | 175       |
| 124           | Henry Hiatt             | Gran Bretagna | 172       |
| 125           | Vandenhaute             | Francia       | 166       |
| 126           | Bernillon               | Francia       | 164       |
| 126           | Delaleau                | Francia       | 164       |
| 126           | Parisot                 | Francia       | 164       |
| 126           | Samuel Roche            | Francia       | 164       |
| 130           | Touche                  | Francia       | 154       |
| 131           | Prilleux                | Francia       | 149       |
| 132           | Bayer                   | Francia       | 145       |
| 133           | Terrier                 | Francia       | 133       |
|               | Gyula Katona            | Ungheria      | Rit.      |
| Oskar Näumann | Germania                |               | Rit.      |